# Love! Valour! Compassion!
Love! Valour! Compassion! est une pièce de théâtre de Terrence McNally créée en 1994 au Manhattan Theatre Club à New York.

## Argument
Huit amis gays se retrouvent dans une maison pour les vacances.

## Distinctions
- Tony Awards 1995[1]
  - Tony Award de la meilleure pièce
  - Tony Award du meilleur acteur dans une pièce pour John Glover
- Drama Desk Award de la meilleure pièce
- Obie Award de la meilleure pièce